# Onze-Lieve-Vrouwekerk (Gaasbeek)

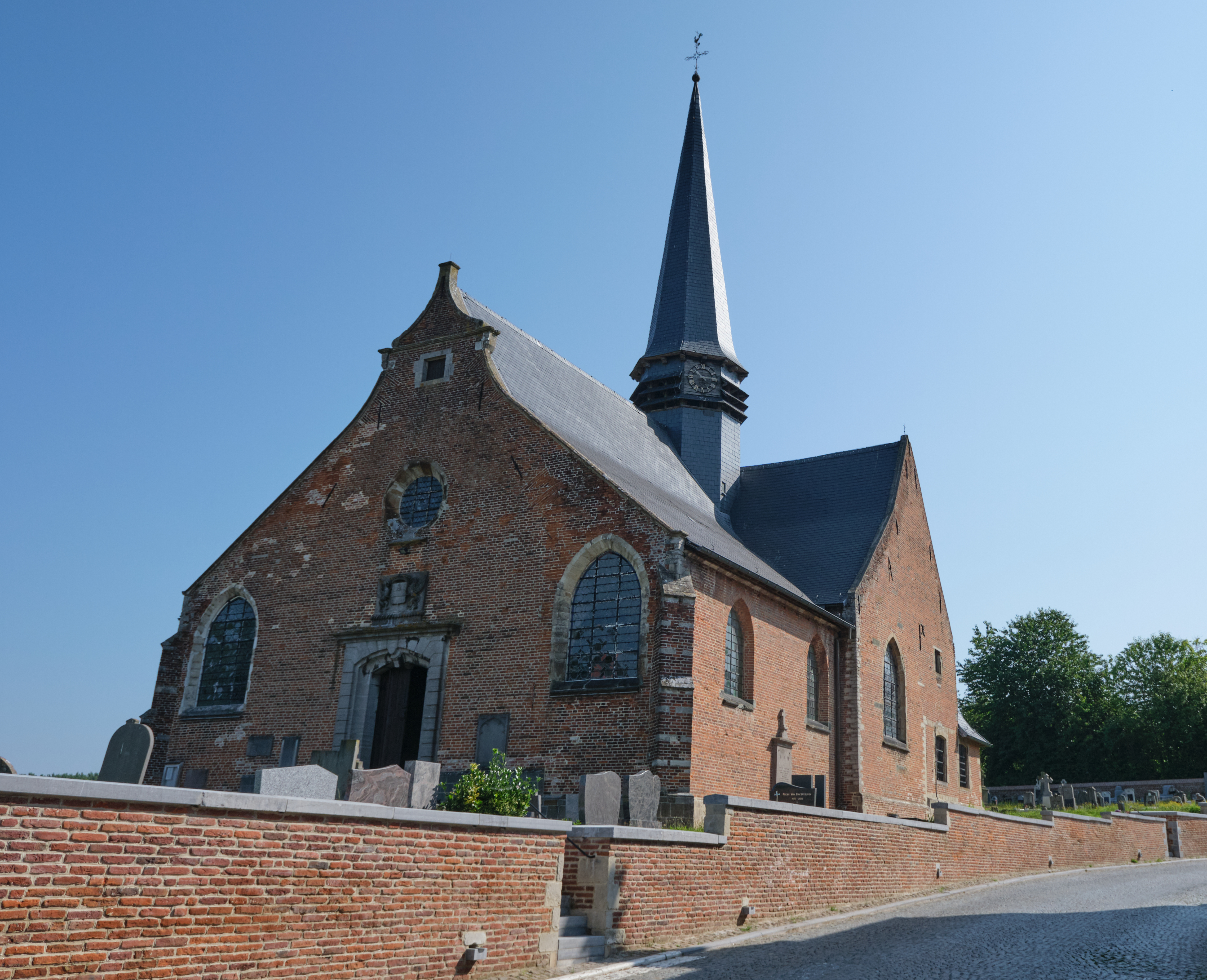
Onze-Lieve-Vrouwekerk

De Onze-Lieve-Vrouwekerk is de parochiekerk van de tot de Vlaams-Brabantse gemeente Lennik behorende plaats Gaasbeek, gelegen aan de Donkerstraat.

## Gebouw
Het betreft een driebeukige bakstenen kruiskerk in voornamelijk laatgotische stijl. Er is een fraai versierde westgevel. De transeptarmen zijn ongelijk, de zuidarm springt nauwelijks uit. Het brede middenschip en de noordbeuk zijn 16e-eeuws. In de 18e eeuw werd de zuidbeuk bijgebouwd en werd ook de noordbeuk aangepast. Het driezijdig afgesloten koor is 16e-eeuws. De kerk heeft een met leien bedekte vieringtoren.
De zuidelijke sacristie is van 1779 en de noordelijke is van 1951.
De kerk is omringd door een kerkhof.

## Interieur
Het kerkmeubilair is hoofdzakelijk 18e-eeuws en ook zijn er 17e-eeuwse voorwerpen. Het orgel, van 1823, is in empirestijl en werd ontworpen door Van Peteghem. Er is een barok hoofdaltaar van 1740, een rechterzijaltaar van 1630 en een linkerzijaltaar van 1739. De lambrisering en het koorgestoelte is van 1747. De preekstoel is van 1739, een biechtstoel in rococostijl is van 1770 en er zijn relikwiekasten van 1747. Het arduinen doopvont is 17e-eeuws.